# 渡船角

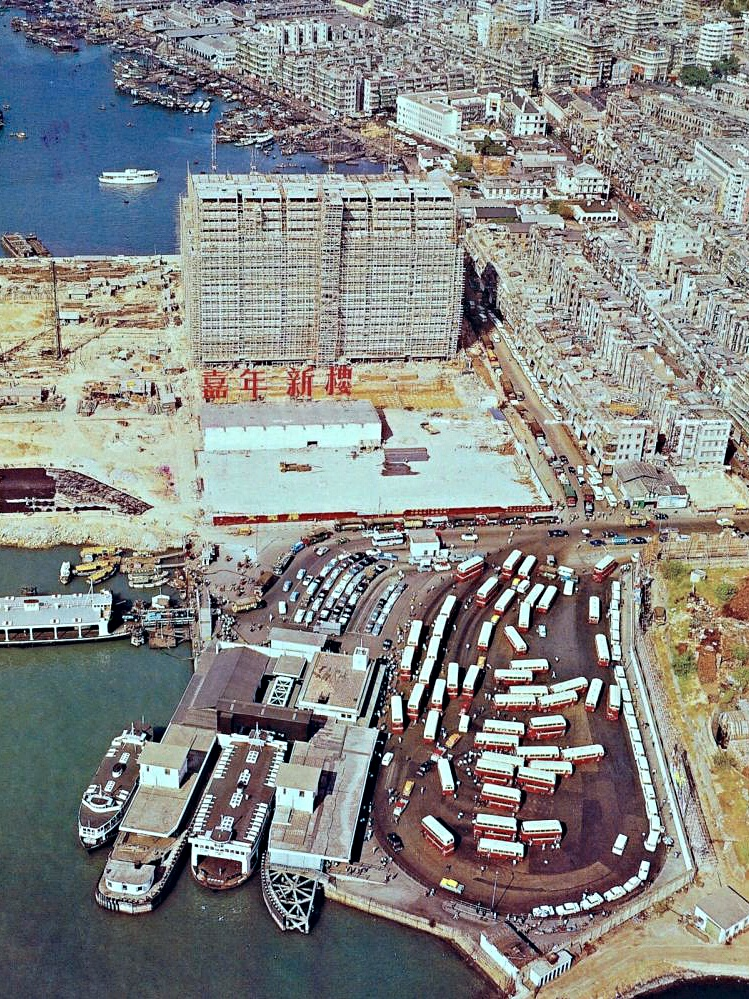
1964年渡船角，下方為佐敦道碼頭，渡船角(嘉年新樓)仍在興建中

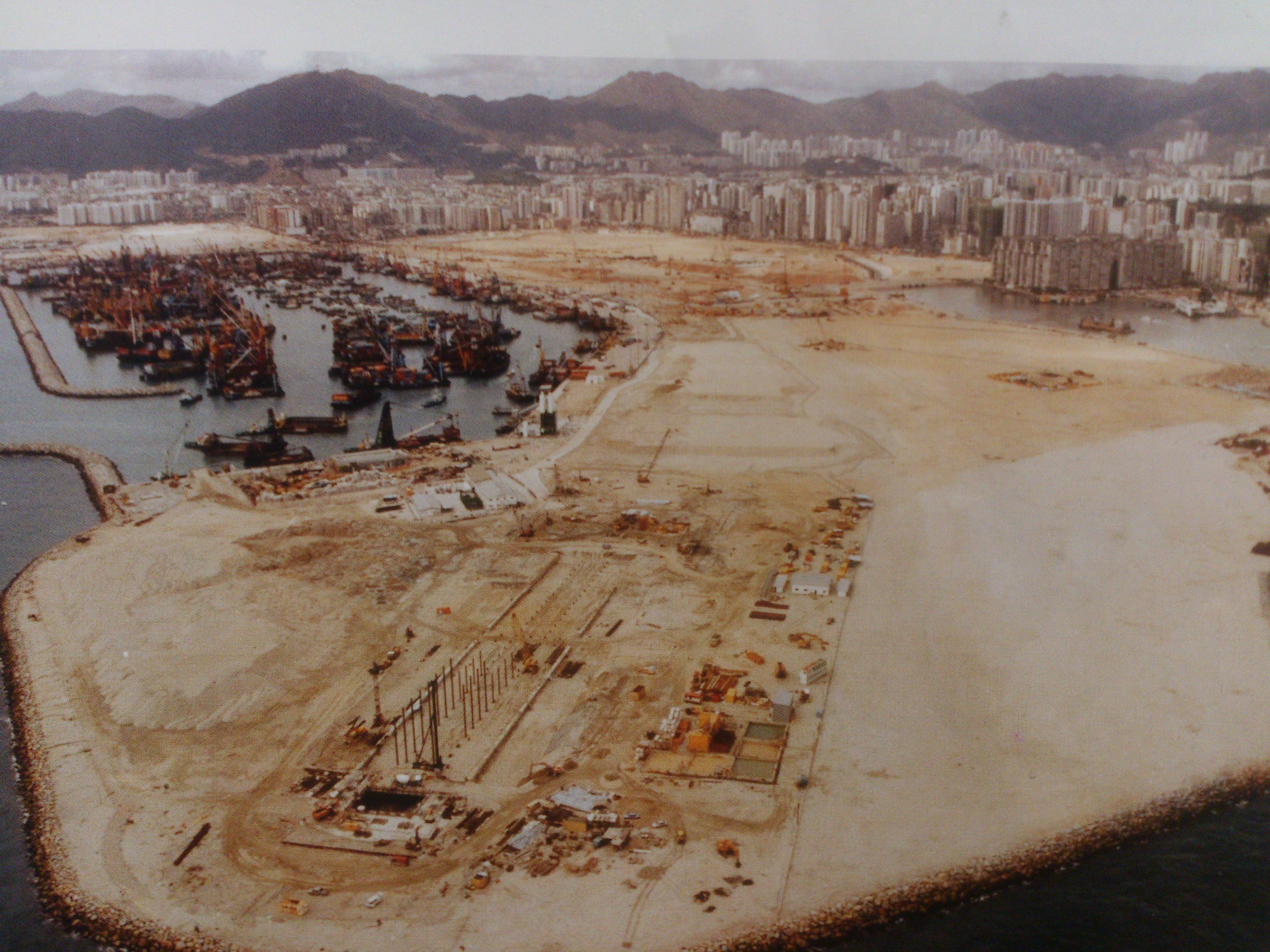
1995年，西九龍填海計劃進行期間，遠方渡船角位置仍未填平

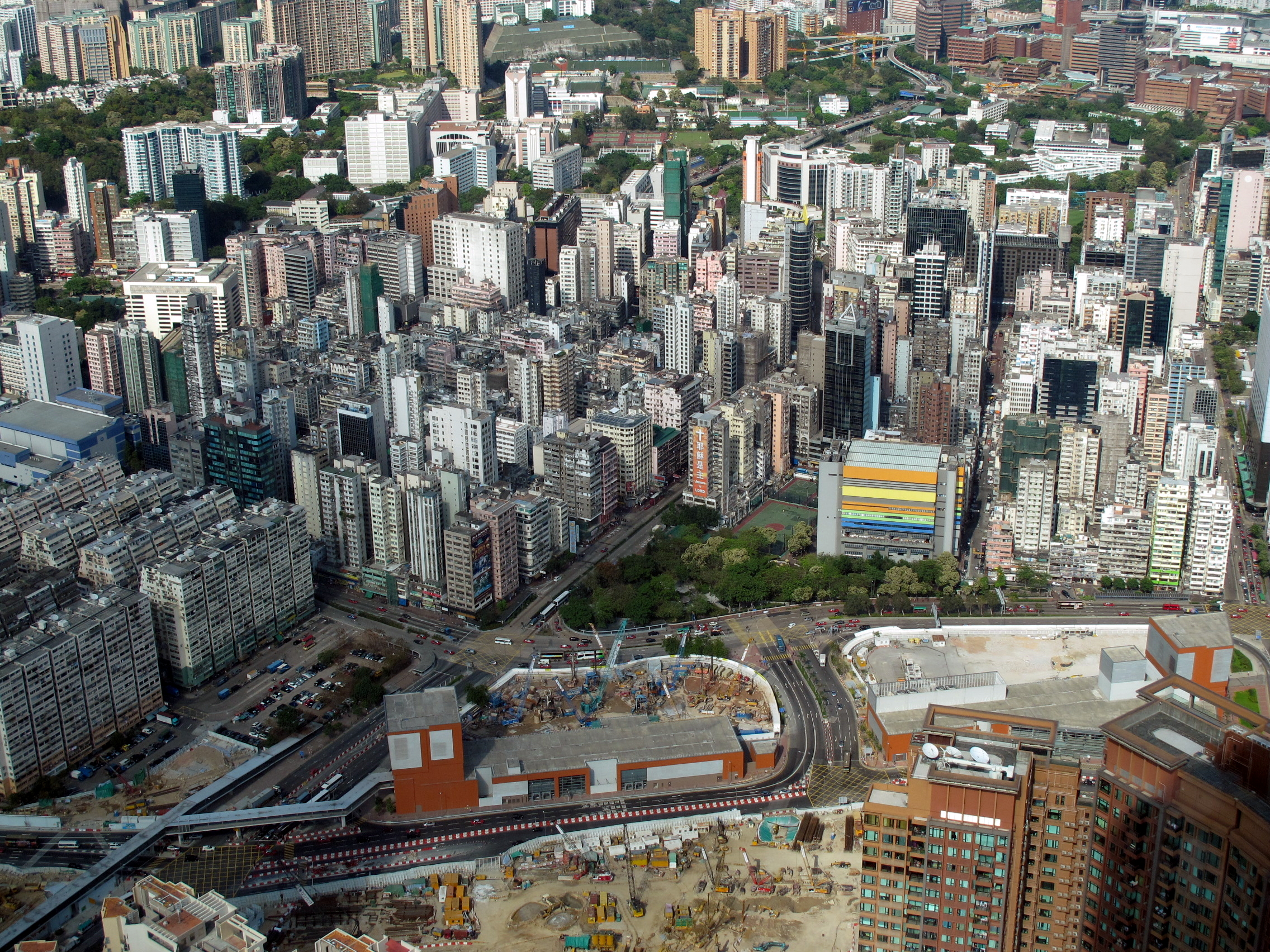
2011年，大樓林立的部份為官涌，下方棕色較低矮建築為柯士甸站，旁為興建中的The Austin地盤。西南方為渡船角

渡船角（英語：Ferry Point），位於香港九龍佐敦以西，屬油尖旺區的一部分。渡船角過去曾是九龍倉的棉花倉，鄰近因西九龍填海計劃被拆除的佐敦道碼頭及鄰近巴士總站。

## 歷史

### 佐敦道碼頭
佐敦道碼頭於1933年3月6日啟用，取代油麻地碼頭成為油麻地區的渡輪碼頭。這個碼頭能夠容納客車兩用的雙層渡輪，因此同日起油麻地小輪開辦來往佐敦道碼頭至中環統一碼頭的客輪及汽車渡輪服務，並提供往灣仔的客輪服務。同一時間，當年成立的九巴也在碼頭旁邊設立巴士總站，開設了兩條巴士路線分別往來佐敦道碼頭與深水埗及九龍城。其後有更多來往九龍及新界的巴士路線開辦，使碼頭成為當時九龍最繁忙的碼頭，亦成為當時九龍區的重要交通樞紐之一。
1960年代，佐敦道碼頭附近的油麻地小輪倉庫改建成俗稱八文樓的文華新村，由於該處交通方便，吸引了不少中產入住，自此文華新村及佐敦道碼頭一帶當時皆統稱為渡船角。
自1970年代海底隧道及地鐵通車後，佐敦道碼頭的作用日漸減低，汽車渡輪業務於1994年1月6日首先停航。再加上西九龍的開發，碼頭需要被徵用作填海工程用地，碼頭於1996年2月1日停用，客輪航線改為在九龍政府船塢旁的臨時碼頭上落客。最後，渡輪業務於1998年2月2日正式取消，只餘下巴士總站部份。現時佐敦道碼頭舊址已建成佐敦道的西半段、港鐵柯士甸站及The Austin。

### 碼頭拆卸，鐵路通車
到了2003年，為了興建九龍南綫（西鐵綫的延綫），巴士總站部分被徵用，2月23日，所有使用佐敦道碼頭巴士總站的巴士路線需要遷至位於原有巴士總站以西的佐敦匯翔道臨時巴士總站，而隨著香港高鐵工程展開，巴士總站再向西遷至佐敦（渡華路）巴士總站，2018年9月17日遷往西九龍站巴士總站。
港鐵西鐵綫柯士甸站最終於2008年4月30日完工，2009年8月16日啟用。

### 地名逐漸被遺忘
現時，該地已沒有昔日的渡船，故該區的舊名渡船角亦開始被人所淡忘。縱使附近仍有另一被淡忘舊稱「官涌」（如官涌市政大廈便沿用此名），渡船角和官涌已屬佐敦的一部分。

## 交通

### 主要交通幹道
- 柯士甸道西
- 佐敦道
- 廣東道
- 渡船街
- 匯翔道
- 匯民道

### 公共交通
| 交通路線列表 |
| --- |
| 港鐵 - █ 屯馬綫：柯士甸站A出入口 - █ 荃灣綫：佐敦站A出入口 - █ 東涌綫、 █ 機場快綫：九龍站C1出入口（步行7分鐘） - █ 高速鐵路：香港西九龍站K出入口 |